# Solos (película)
Solos es una película de comedia dramática y road movie peruana de 2015 escrita y dirigida por Joanna Lombardi. Está protagonizada por Wendy Vásquez, Alberto Rojas Apel, Rodrigo Palacios y Diego Lombardi.

## Sinopsis
Solos cuenta la historia de un grupo de jóvenes que estrenan una película en salas comerciales con un completo fracaso. Pero un día oyen hablar del cine itinerante y se les ocurre que puede ser una forma de llevar su querida película a lugares "no contaminados" por el cine de Hollywood. Con esta idea contratan a Beto, un argentino que lleva muchos años trabajando haciendo cine al aire libre. El viaje comienza con la ilusión de quien quiere mostrar su película y poco a poco se convertirá en una reflexión sobre el cine, los amigos y la soledad.

## Reparto
Los actores que participaron en esta película son:
- Wendy Vásquez
- Alberto Rojas Apel
- Rodrigo Palacios
- Diego Lombardi

## Lanzamiento
Solos se estrenó a finales de enero de 2015 en el Festival Internacional de Cine de Róterdam – IFFR 2015. Luego de ganar el Concurso Nacional de Proyectos de Distribución de Largometrajes I-2016 organizado por el Ministerio de Cultura para la distribución comercial de películas, se estrenó el 17 de noviembre de 2016 en los cines peruanos.

### Controversia
Luego de un día del estreno comercial de la película en los cines peruanos, la película fue retirada de casi todos los cines del país. Joanna Lombardi, la directora, habló negativamente sobre la situación de su película y proclamó que todas las películas nacionales deben mostrarse durante al menos una semana completa antes de ser retiradas de los cines.